# 대한민국 제21대 국회 전반기 의장단 선거
제21대 국회 전반기 의장 선거는 2020년 6월 5일 실시되었으며, 부의장 선거는 2020년 6월 5일과 2021년 8월 31일에 나누어 실시되었다.
선거 결과 6선의 박병석 더불어민주당 의원이 국회의장에, 4선의 김상희 더불어민주당 의원과 5선의 정진석 국민의힘 의원이 국회부의장에 선출되었다.
박병석 의장은 대전광역시, 김상희 부의장과 정진석 부의장은 충청남도 공주시 출신이다. 국회의장과 두 국회부의장이 모두 충청권 출신으로 구성된 것은 사상 최초다. 더불어 김상희 부의장은 사상 최초의 여성 국회부의장이다.

## 선거 제도
국회법 제15조에 따르면 전반기 의장단은 국회의원 총선거 후 첫 집회일에, 후반기 의장단은 전반기 의장단의 임기 종료일 5일 전에 국회에서 무기명 투표로 선출한다. 다만, 선거일이 공휴일인 경우 그 다음 날에 선거를 실시한다. 만약 1차 투표 결과 재적 의원의 과반을 득표한 자가 없으면 2차 투표를 실시하고, 2차 투표에서도 과반 득표자가 나오지 않을 시 최고득표자와 차점자에 대하여 3차 결선 투표를 실시하되 이 경우 단순 다수 득표자를 당선자로 한다.

## 배경

제21대 총선 결과

2020년 4월 15일 실시된 제21대 국회의원 총선거 결과는 거대 양당이 전체 의석의 95% 가량을 차지하는 절대적인 양당제로의 회귀였다. 집권 여당 더불어민주당과 그 위성 정당 더불어시민당은 각각 163석과 17석을 얻어 도합 180석을 차지하였으며, 제1야당 미래통합당과 그 위성 정당 미래한국당은 각각 84석과 19석을 얻어 도합 103석의 의석을 차지하였다. 따라서 4년 간 유지됐던 다당제 국회 시대는 종말을 고하게 되었다.
대한민국 국회는 관례적으로 국회의장은 원내 제1당이 차지토록 하고, 2명을 뽑는 국회부의장은 양당제 국회일 경우 제1당과 제2당이 1명 씩, 다당제 국회일 경우 제2당과 제3당이 1명 씩 차지토록 해왔다. 이 관례는 1998년 국회의장 선거 등 몇 안 되는 사례를 빼고는 언제나 지켜져 왔었다. 따라서 양당제인 제21대 국회에서는 원내 제1당인 더불어민주당이 의장직과 1곳의 부의장직을, 제2당인 미래통합당이 남은 1곳의 부의장직을 차지할 전망이었다.
다만 더불어시민당, 미래한국당 등이 각자의 모(母) 정당으로부터 의원 꿔주기를 받는 등의 방법으로 제3의 교섭단체를 구성할 가능성도 제기되었다. 미래한국당의 명목상 당 대표인 원유철 대표는 4월 17일 기자회견에서 "우리는 모든 가능성을 열어두고 있다, 한 분만 모셔오면 가능하기 때문에 교섭단체 구성에 필요한 모든 일을 우리가 할 수 있다"고 발언키도 하였다. 그러나 더불어민주당과 더불어시민당은 5월 18일 합당하였고, 미래통합당과 미래한국당 역시 5월 29일 합당하였다.
총선 직후 더불어민주당은 국회법 규정에 따라 6월 5일까지 의장단 선출을, 6월 8일까지 상임위원장단 선출을 마무리할 것을 주장하였으며, 미래통합당 역시 긍정적인 반응을 보였다. 그러나 5월 27일 더불어민주당이 18곳의 상임위원장직을 한 곳도 미래통합당에 양보하지 않고 독식하겠다고 선언하면서 여야 간 협상은 급속도로 냉각되었다. 미래통합당은 상임위원장직 분배에 관한 합의가 성사되기 전까지는 국회의장 선출에 협조할 수 없다는 입장을 밝혔는데, 이는 상임위원장 선거를 실시하기 위해 우선 실시되어야 하는 상임위원 배정에 대한 권한이 국회의장에게 있으므로, 더불어민주당 소속 국회의원이 국회의장에 선출되고 나면 상임위원장 선거 실시를 막을 수 없기 때문이었다. 더불어민주당은 준법 국회를 강조하며 단독으로라도 법정 시한 내 개원 및 의장단, 상임위원장단 선출을 강행하겠다고 선언하였다.
개원 일정을 놓고 원내 정당들 간에 갈등이 빚어진 것은 처음이 아니었다. 1996년 국회의장단 선거 때는 거꾸로 미래통합당의 전신인 신한국당이 법정 시한 내 개원을 주장하고, 더불어민주당의 전신인 새정치국민회의가 국회법의 개원 일정 규정은 훈시 규정에 불과하다며 여야 간 협상 타결 후 개원을 주장해 신경전을 벌인 바 있었다. 당시 과반 의석을 점하고 있던 신한국당은 단독으로 개원 및 의장단 선출을 마무리지으려 했으나, 야당 소속 임시의장의 방해와 야당 의원들의 물리력 행사에 못 이겨 결국 여야 협상 타결 후에야 개원이 이루어졌었다. 이를 비롯해 더불어민주당의 전신 정당들이 지금과 반대의 주장을 했던 여러 선례들을 들어 미래통합당은 더불어민주당이 '내로남불'(내가 하면 로맨스, 남이 하면 불륜) 식의 정치를 하고 있다고 비판하였다.

## 경과
6월 2일, 177석의 더불어민주당, 6석의 정의당, 3석의 열린민주당, 1석의 기본소득당, 1석의 시대전환 등 5당은 188명의 소속 의원 전원의 서명으로 6월 5일 본회의 소집 요구서를 국회에 제출하였다. 따라서 제21대 국회의 첫 본회의는 6월 5일 열리게 되었으나, 미래통합당은 보이콧을 결정하였다.

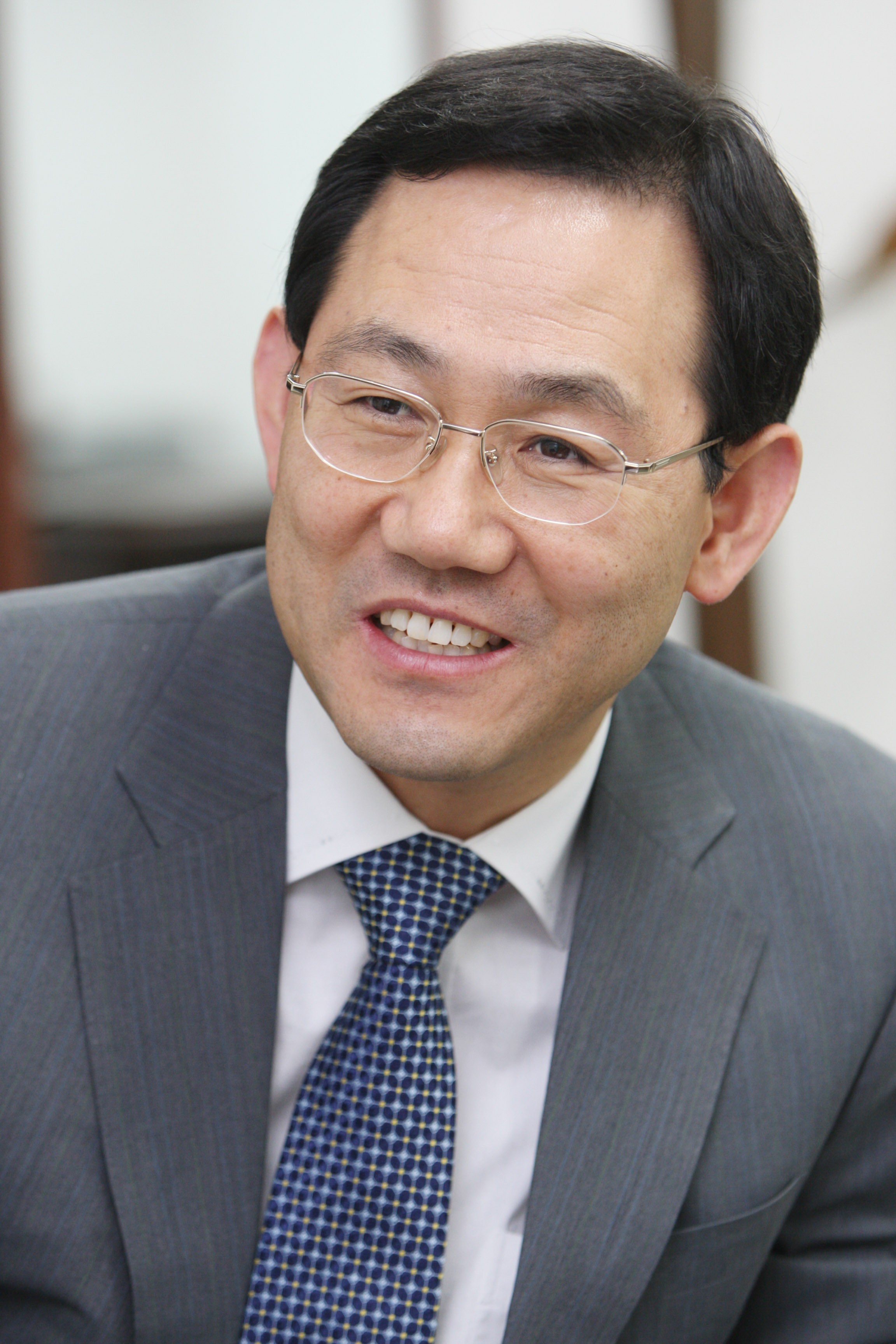
주호영 당시 미래통합당 원내대표

6월 5일, 바야흐로 본회의가 개의되었다. 본디 정식 의장이 선출되기 전에는 출석의원 중 최다선자가 의장 대행을 맡아 본회의 사회를 보아야 했으나, 최다선자인 박병석 의원이 이를 사양하여 차다선자 중 최고령자인 김진표 의원이 의장 대행을 맡게 되었다. 개의 직후 주호영 미래통합당 원내대표는 단상에 올라 여야 합의 없는 단독 개원에 항의하는 의사진행발언을 하였으며, 발언이 끝난 후 미래통합당 의원들은 전원 퇴장하였다. 뒤를 이어 단상에 오른 김영진 더불어민주당 원내수석부대표는 주호영 원내대표의 발언은 법을 무시하는 발언이라며 비판하였다. 두 의원의 의사진행발언이 모두 끝난 후 실시된 표결 결과 박병석 더불어민주당 의원이 국회의장에, 김상희 더불어민주당 의원이 국회부의장에 선출되었다. 본디 국회부의장은 두 명을 선출해야 했으나, 미래통합당 측이 국회부의장 후보를 지명하지 않았고 본회의에도 참석하지 않은 관계로 나머지 한 명의 국회부의장에 대한 선거는 연기되었다. 원내 제2당이 국회의장단 선거를 보이콧한 것은 1987년 제12대 국회 후반기 의장단 선거 이후 처음 있는 일이었다.
6월 5일 당시 정당별 의석수는 더불어민주당 177석, 미래통합당 103석, 정의당 6석, 국민의당 3석, 열린민주당 3석, 기본소득당 1석, 시대전환 1석, 무소속 6석 등이었다. 그러나 이 중 미래통합당 의원 전원과 홍준표, 권성동, 윤상현, 김태호 등 미래통합당 출신 무소속 의원 4명은 불출석하거나 국회의장 선거 실시 전에 퇴장하여 193명의 의원들만이 국회의장 선거에 투표하였다. 제1야당의 불참으로 투표율이 낮아짐에 따라 두 당선자의 출석의원 대비 득표율은 높아지게 되었다. 박병석 의원은 출석의원 193명의 98.96%인 191표를 득표하였는데, 이는 역대 국회의장 선거 중 최고 출석의원 대비 득표율이었다. 김상희 의원은 출석의원 188명의 98.40%인 185표를 득표하였는데, 이는 역대 국회부의장 선거 중 최고 출석의원 대비 득표율이었다.
더불어민주당은 상임위원장단 선거 역시 법정 시한에 따라 6월 8일 본회의에서 실시할 것을 주장하였다. 그러나 미래통합당은 상임위원장 분배 협상이 선행되어야 한다며 반대하였다. 결국 더불어민주당은 미래통합당의 뜻대로 상임위원장단 선거를 연기하기로 하였고, 6월 8일 본회의에서 상임위원장단 선거는 상정되지 않았다. 하지만 그 후로 수차례 양당 간 상임위원장 분배 협의가 진행되었으나, 법제사법위원장직을 놓고 어느 쪽도 양보하지 않아 합의가 이뤄지지 못했다. 더불어민주당은  더 이상 국회 마비 사태를 두고 볼 수 없다며 6월 15일 본회의에서 미래통합당, 국민의당 등이 보이콧한 가운데 6곳의 상임위원장 선거를 실시하였다. 이후로도 원 구성 협상이 타결되지 못하자 더불어민주당은 6월 29일 본회의에서 역시 미래통합당, 국민의당 등의 보이콧 속에 야당의 협조 없이는 선출이 불가능한 정보위원장을 제외한 11곳의 상임위원장 선거를 추가로 실시하였다. 이후 미래통합당은 국회에 복귀하였고, 미래통합당의 협조 속에 정보위원장 선거까지 7월 16일 본회의에서 실시되어 결국 더불어민주당이 18곳의 상임위원장을 모두 차지하며 원 구성이 마무리 되었다. 모든 국회 상임위원회 위원장을 한 정당에서 차지한 것은 제12대 국회 이후 처음으로 있는 일이었다.
2021년 7월 23일, 더불어민주당의 윤호중 원내대표와 미래통합당에서 당명을 교체한 국민의힘의 김기현 원내대표는 박병석 국회의장의 중재 하에 회동을 갖고 상임위 재분배에 합의하였다. 여야는 8월 25일 본회의를 소집하고 상임위원장 재선출 및 국민의힘 측 국회부의장 선출을 진행하기로 했으며, 이에 따라 국민의힘은 8월 18일 의원총회를 열고 국회부의장 후보를 지명하기로 하였다.

## 후보

### 국회의장 후보

#### 더불어민주당
더불어민주당의 국회의장 후보로는 6선의 박병석 전 국회부의장과 5선의 김진표 전 경제부총리가 거론되고 있었다. 두 사람은 각각 21대 국회 최다선 의원과 최고령 의원이었으며, 특히 박병석 전 부의장은 이전에 두 번이나 국회의장 후보 당내 경선에 출마해 떨어진 바 있었다.
더불어민주당은 5월 25일 당선자 총회에서 국회 정·부의장 후보 경선을 실시하기로 하고 5월 19일부터 20일까지 이틀 간 경선 출마자들의 후보 등록을 받기로 하였다. 그러나 일각에서는 국회의장 후보직을 두고 경선을 치르면 외부에 감투 싸움으로 비쳐질 수 있으며, 두 원로급 인사의 표 대결이 당의 결속을 해칠 가능성도 있다며 경선이 아닌 추대를 통해 국회의장 후보를 선출할 것을 주장하였다.
결국 김진표 전 부총리는 5월 20일 국회의장 후보 경선 불출마를 선언하였다. 따라서 같은 날 후보 등록을 마친 박병석 전 부의장은 유일 후보가 되었으며, 경선은 실시되지 않게 되었다.
더불어민주당은 5월 25일 당선자 총회를 열고 박병석 전 부의장을 국회의장 후보에 만장일치 추대하였다.
김진표 전 부총리와 같은 부엉이 모임 출신의 전해철 의원이 5월 7일 원내대표 선거에서 석패한 것에 이어 김진표 전 부총리의 국회의장직 도전도 수포로 돌아가자 일각에서는 더불어민주당 내부에서 이른바 진문계에 대한 견제 심리가 퍼지고 있는 것이 아니냐는 분석이 제기되었다.

### 국회부의장 후보

#### 더불어민주당
더불어민주당의 국회부의장 후보로는 5선의 이상민 의원과 변재일 의원, 4선의 김상희 의원이 거론되었다. 이 중 김상희 전 위원장은 5월 15일 국회부의장 후보 경선 출마를 선언하였으나, 변재일 전 위원장은 5월 19일, 이상민 전 위원장은 5월 20일 각각 불출마를 선언하였다. 따라서 5월 20일 후보 등록을 마친 김상희 전 위원장은 유일 후보가 되었으며, 경선은 실시되지 않게 되었다.
더불어민주당은 5월 25일 당선자 총회를 열고 김상희 전 위원장을 국회부의장 후보에 만장일치 추대하였다.

#### 미래통합당/국민의힘
미래통합당은 당내 중진 의원들이 대거 낙선하여 정진석 전 새누리당 원내대표, 서병수 전 부산시장, 주호영 전 바른정당 원내대표, 조경태 미래통합당 최고위원 이상 네 명의 5선 의원들이 당내 최다선 의원들이었다. 그 중 주호영 의원은 신임 미래통합당 원내대표로 선출되었고, 조경태 의원은 당 대표 출마를 도전하고 있어 국회부의장직에 도전하지 않았다. 따라서 미래통합당의 국회부의장 후보 경선은 정진석 의원과 서병수 전 부산시장의 2파전이 될 전망이었으나, 서병수 전 시장은 5월 13일 불출마를 선언하였다. 이후 성원 미래통합당 원내수석부대표는 5월 26일 기자들과 만나 정진석 의원을 국회부의장 후보로 추대하기로 가닥이 잡혔다고 밝혔다.
그러나 더불어민주당이 국회의장단 및 상임위원장단 선거를 사실상 단독으로 강행하자 정진석 의원은 항의의 표시로 국회부의장직 거부를 선언하였다. 이에 따라 일각에서는 미래통합당이 아예 국회부의장 후보를 내지 않을 가능성을 제기하였다.
결국 미래통합당은 7월 8일 의원총회를 열고 국회부의장 후보를 내지 않을 것을 결의하였다.
2021년 7월 23일, 미래통합당에서 당명을 교체한 국민의힘은 더불어민주당과 상임위원장 재배분에 합의하였으며, 국회부의장 후보도 지명하기로 하였다. 국민의힘은 8월 18일 의원총회에서 국회부의장 후보 및 상임위원장 후보들을 선출하기로 하고 8월 16일 하루 동안 국회부의장 및 상임위원장 후보 경선을 위한 후보 등록을 받았으며, 국회부의장 후보 경선에는 정진석 의원이 유일하게 입후보하였다.
결국 국민의힘은 2021년 8월 18일 국회부의장 및 상임위원장 후보자 선출 의원총회를 개최하고 정진석 의원을 국회부의장 후보에 만장일치로 추대하였다.

## 선거 결과

### 국회의장 선거
대전광역시 서구 갑 지역구의 박병석 더불어민주당 의원이 당선되었다.
| 후보   | 소속         | 득표 | %     |
| ------ | ------------ | ---- | ----- |
| 박병석 | 더불어민주당 | 191  | 63.67 |
| 최강욱 | 열린민주당   | 1    | 0.33  |
| 무효   | 무효         | 1    | 0.33  |
| 결석   | 결석         | 107  | 35.67 |
| 재적   | 재적         | 300  | 100   |

### 더불어민주당 몫 국회부의장 선거
경기도 부천시 병 지역구의 김상희 더불어민주당 의원이 당선되었다.
| 후보   | 소속         | 득표 | %     |
| ------ | ------------ | ---- | ----- |
| 김상희 | 더불어민주당 | 185  | 61.67 |
| 김진표 | 더불어민주당 | 1    | 0.33  |
| 기권   | 기권         | 1    | 0.33  |
| 무효   | 무효         | 1    | 0.33  |
| 결석   | 결석         | 112  | 37.33 |
| 재적   | 재적         | 300  | 100   |

### 국민의힘 몫 국회부의장 선거
충청남도 공주시·부여군·청양군 지역구의 정진석 국민의힘 의원이 당선되었다.
| 후보   | 소속         | 득표 | %     |
| ------ | ------------ | ---- | ----- |
| 정진석 | 국민의힘     | 231  | 77.26 |
| 정청래 | 더불어민주당 | 2    | 0.67  |
| 고민정 | 더불어민주당 | 1    | 0.33  |
| 심상정 | 정의당       | 1    | 0.33  |
| 기권   | 기권         | 1    | 0.33  |
| 무효   | 무효         | 9    | 3.01  |
| 결석   | 결석         | 54   | 18.06 |
| 재적   | 재적         | 299  | 100   |